# Kanton Grand Sud
Der Kanton Grand Sud ist seit 2015 ein französischer Wahlkreis im Arrondissement Sartène, im Département Corse-du-Sud der Region Korsika. 

## Gemeinden
Der Kanton besteht aus acht Gemeinden und Gemeindeteilen mit insgesamt 14.376 Einwohnern (Stand: 1. Januar 2022) auf einer Gesamtfläche von 634,88 km²:
| Gemeinde              | Einwohner 1. Januar 2022 | Fläche km² | Dichte Einw./km² | Code INSEE | Postleitzahl |
| --------------------- | ------------------------ | ---------- | ---------------- | ---------- | ------------ |
| Bonifacio             | 3.269                    | 138,36     | 24               | 2A041      | 20169        |
| Carbini               | 117                      | 16,47      | 7                | 2A061      | 20170        |
| Figari                | 1.742                    | 100,22     | 17               | 2A114      | 20114        |
| Levie                 | 674                      | 85,85      | 8                | 2A142      | 20170        |
| Monacia-d’Aullène     | 546                      | 39,85      | 14               | 2A163      | 20171        |
| Pianottoli-Caldarello | 800                      | 42,78      | 19               | 2A215      | 20131        |
| Porto-Vecchio         | 5.362                    | 144,85     | 37               | 2A247      | 20137        |
| Sotta                 | 1.866                    | 66,50      | 28               | 2A288      | 20146        |
| Kanton Grand Sud      | 14.376                   | 634,88     | 23               | 2A07       | –            |

1. ↑   Nur der südwestliche Teil der Gemeinde, der Rest gehört zum Kanton Bavella.